# كارينا بيريز (ممثلة)
كارينا بيريز (بالبرتغالية: Karina Perez‏) هي ممثلة برازيلية، ولد في 14 سبتمبر 1970 في بيلو هوريزونتي في البرازيل.

## وصلات خارجية
- كارينا بيريز (ممثلة) على موقع IMDb (الإنجليزية)